# Agroeca
Genre
Synonymes
- Hilke Keyserling, 1887

Agroeca est un genre d'araignées aranéomorphes de la famille des Liocranidae.

## Distribution
Les espèces de ce genre se rencontrent en zone holarctique sauf Agroeca dubiosissima du Pérou et Agroeca aureoplumata de Colombie.

## Liste des espèces
Selon World Spider Catalog (version 25.5, 25/08/2024) :
- Agroeca agrestis Ponomarev, 2007
- Agroeca angirasu Zamani & Marusik, 2021
- Agroeca annulipes Simon, 1878
- Agroeca aureoplumata Keyserling, 1879
- Agroeca batangensis Mu, Jin & Zhang, 2019
- Agroeca bonghwaensis Seo, 2011
- Agroeca brunnea (Blackwall, 1833)
- Agroeca coreana Namkung, 1989
- Agroeca cuprea Menge, 1873
- Agroeca debilis O. Pickard-Cambridge, 1885
- Agroeca dentigera Kulczyński, 1913
- Agroeca dubiosissima (Strand, 1908)
- Agroeca flavens O. Pickard-Cambridge, 1885
- Agroeca guttulata Simon, 1897
- Agroeca inopina O. Pickard-Cambridge, 1886
- Agroeca istia de Biurrun & Barrientos, 2021
- Agroeca kamurai Hayashi, 1992
- Agroeca kastoni Chamberlin & Ivie, 1944
- Agroeca lata Mu, Jin & Zhang, 2019
- Agroeca limnicunae (McCook, 1884)
- Agroeca lusatica (L. Koch, 1875)
- Agroeca maculata L. Koch, 1879
- Agroeca maghrebensis Bosmans, 1999
- Agroeca mainlingensis Mu, Jin & Zhang, 2019
- Agroeca makarovae Esyunin, 2008
- Agroeca minuta Banks, 1895
- Agroeca mongolica Schenkel, 1936
- Agroeca montana Hayashi, 1986
- Agroeca nigra Mu, Jin & Zhang, 2019
- Agroeca parva Bosmans, 2011
- Agroeca pratensis Emerton, 1890
- Agroeca proxima (O. Pickard-Cambridge, 1871)
- Agroeca spinifer Kaston, 1938
- Agroeca tikaderi (Gajbe, 1992)
- Agroeca trivittata (Keyserling, 1887)
- Agroeca tumida Mu, Jin & Zhang, 2019

## Systématique et taxinomie
Ce genre a été décrit par Westring en 1861 dans les Drassidae.
Hilke a été placé en synonymie par Gertsch en 1935.

## Publication originale
- Westring, 1861 : « Araneae svecieae. » Göteborgs Kungliga Vetenskaps- och Vitterhets-samhälles Handlingar, vol. 7, p. 1-615.